# Khỉ nuôi

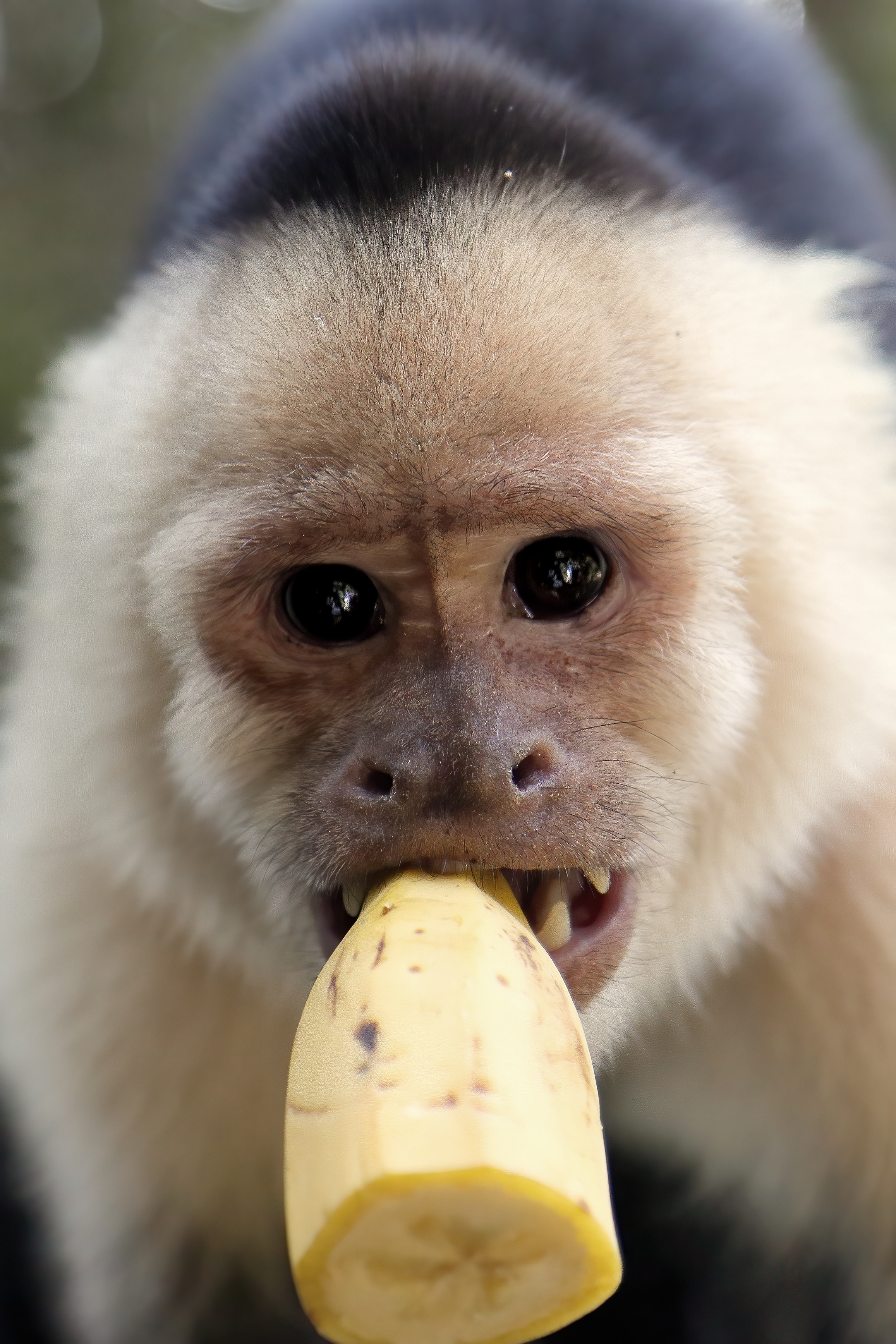
Một con khỉ mũ mặt trắng, chúng là vật nuôi được ưa chuộng, chú khỉ Kong - nhân vật trong bộ phim Mãng xà Nam Mỹ: Săn lùng huyết phong lan, là một chí khỉ mũ mặt trắng

Khỉ nuôi hay khỉ kiểng, khỉ cưng là những con khỉ được nuôi làm cảnh (kiểng) hay để giải trí. Việc nuôi khỉ trong nhà như thú kiểng phổ biến ở các nước châu Á, châu Mỹ, châu Phi, còn ở châu Âu, việc nuôi khỉ là mốt thời thượng từ thời Trung Cổ với Caterina de' Medici và Henrietta Maria, vợ của vua Charles I. Những trường hợp khỉ được nuôi phục vụ cho y học hoặc khoa học được gọi là khỉ thí nghiệm.

## Các giống
Được xem là loài khỉ tí hon trên thế giới, khỉ Marmoset lùn (pygmy) đang được chọn làm loại thú cưng đối với con người cũng bởi khả năng dễ thuần hóa của chúng. Ở Trung Quốc, rộ lên thú chơi khỉ siêu nhỏ Marmoset trở thành mốt trong giới trẻ, với tên gọi tiểu Tôn Ngộ Không, giá thành của những chú khỉ này không hề rẻ nhưng vẫn có không ít người sẵn sàng bỏ ra một khoản tiền để được sở hữu. Phong trào này cũng xuất hiện ở một số giới ở Việt Nam. Do tỷ lệ thành công trong việc nhân giống Marmoset vẫn chưa cao vì thế loài khỉ này vẫn đang phải đối mặt với nguy bị mất tự do khi bị bắt và trở thành vật nuôi.
Ở Việt Nam có nhiều hộ dân thuộc huyện Hướng Hóa và Đakrông, đặc biệt là những hộ giáp biên giới thường nuôi nhốt nhiều loài động vật hoang dã quý hiếm trong nhà mà không hề có bất kỳ loại giấy tờ hợp pháp nào chứng minh nguồn gốc của con thú cũng như đăng ký nuôi dưỡng, chăm sóc động vật hoang dã. Những chú khỉ mặt đỏ tinh nghịch, những con vượn to khỏe, và một số loài vật trong Sách đỏ Việt Nam cũng bị nhốt, xích chân giữa những chiếc lồng, cũi sắt chật hẹp, bẩn thỉu và mất tự do.

## Cảnh báo

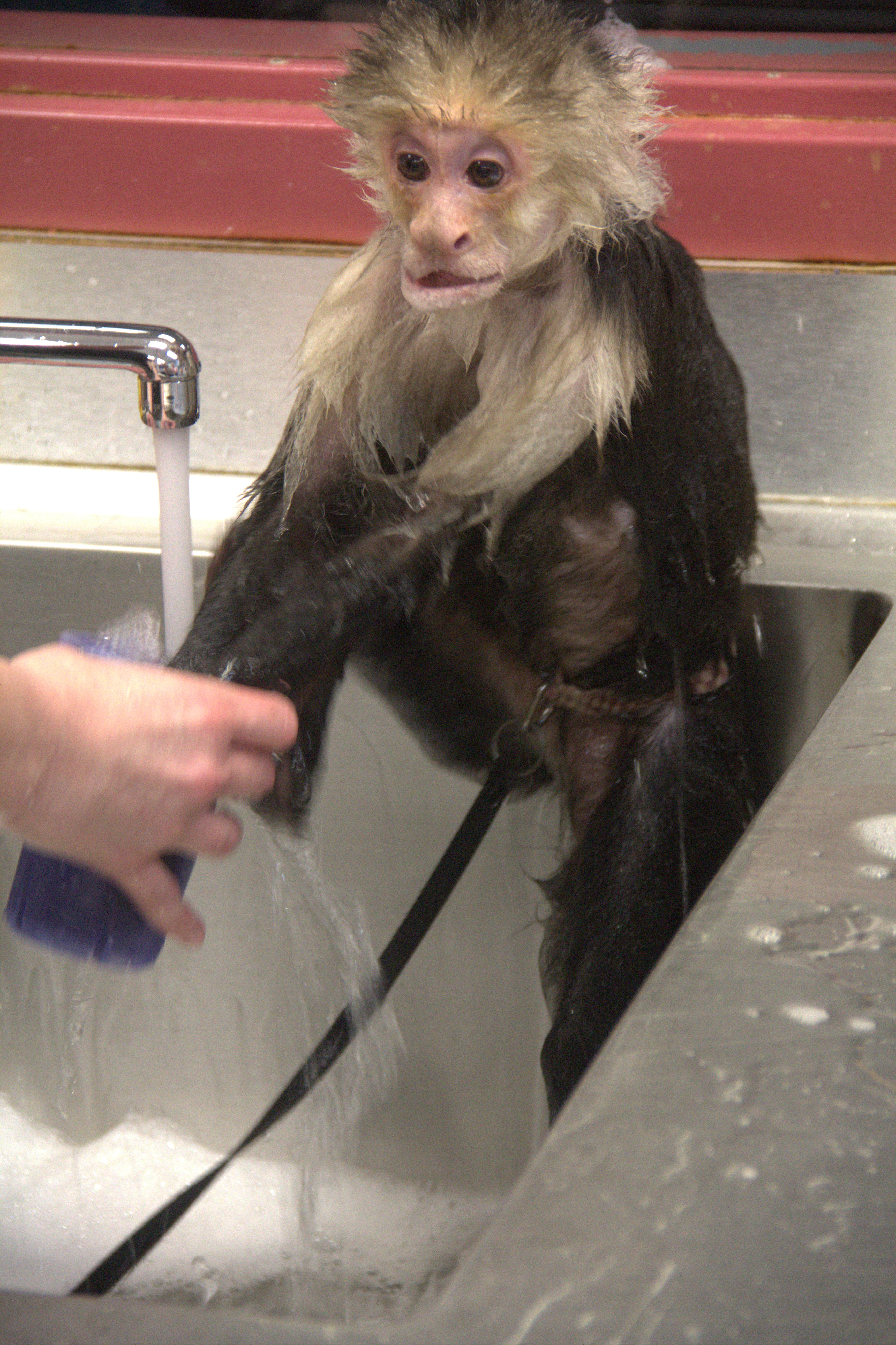
Khỉ là con vật láu lỉnh, hiếu động hay bắt chước do đó phải có sự giám sát khi nuôi

Khỉ là con vật láu lỉnh, tinh nghịch, có thói hay bắt chước rất tai hại, biết cầm nắm, sử dụng công cụ, thực hiện một số động tác như người. Rất khó quản lý hoặc răn dạy khỉ nên kể cả nuôi trong nhà, người ta vẫn thường phải nhốt hoặc xích nó lại. Nếu được thả tự do, không có người giám sát, khỉ sẽ bắt chước người làm một số việc rất nguy hiểm hay quậy phá lộn xông căn nhà và luôn gây phiền toái cho người nuôi không như những vật nuôi ngoan hiền khác.
Thường ngày khỉ thấy người nhóm lửa nấu nướng, nó cũng lén cầm mồi lửa châm thử vào mái tranh, mái kè. Có câu chuyện thương tâm về nhà nuôi con khỉ, thường ngày nó thấy chủ cắt tiết làm thịt gà. Khi chủ đi vắng, nó lẻn ngay vào buồng, bắt chước trói đứa trẻ đem ra cắt tiết. Hay chuyện khỉ sổng chuồng lấy quần áo của người để mặc, kê đít ngồi hay ra vườn phá phách hoa quả, ăn một phá mười. Khỉ phá hại là vậy nhưng nếu có kẻ trộm đột nhập thì nó lại hoàn toàn không có ý thức hay bản năng giữ nhà, cùng lắm chỉ là cảnh báo.
Nuôi khỉ kiểng hoang dã trái phép tiềm ẩn nguy hiểm khó lường, nhất là vào mùa sinh sản, vì không có con đực, con cái để rặp đôi, nên chúng trở nên hung dữ hơn, phá chuồng chạy ra ngoài tìm bạn tình. Nhiều trường hợp do bị nuôi nhốt lâu ngày, lũ khỉ bị kích động nên tấn công con người và nhiều trường hợp con người bị khỉ tấn công vì chính chúng ta đang cướp đi quyền tự do của chúng khiến chúng trở nên hung tợn.
Những vụ việc sự cố ghi nhận như có nạn nhân cùng nhóm bạn đang tham quan trên tuyến du lịch Không gian xanh thuộc bán đảo Sơn Trà thì bất ngờ bị một cá thể khỉ xổng chuồng nhảy tới cắn ở vùng mặt gây chảy nhiều máu, đưa cấp cứu. Hay trường hợp anh tại Bến Lức tỉnh Long An, nạn nhân bị con khỉ nuôi hơn 10 năm cắn nát hai bàn tay vì có nhiều người trêu đùa nó.
Ở thị trấn Khe Sanh cũng đã từng xảy ra nhiều trường hợp khỉ cào cấu, cắn người cho chúng ăn hoặc tò mò tới xem. Một gia đình nông dân vì thích khỉ nên mua một con về nuôi cho vui cửa, vui nhà nhưng con khỉ này bị xổng chuồng, leo lên người một cô gái và xé quần áo của cô gái gây cho cô gái đã bị thương khá nặng. Tại thị trấn Hòa Thành, huyện Hòa Thành, tỉnh Tây Ninh, một học sinh lớp 6 lúc đi học cũng đã bị một con khỉ tấn công gây thương tích nặng ở vùng bụng và bảo vệ ngôi trường cũng bị khỉ tấn công gây thương tích khi khỉ vào trường.
Vụ việc tại Phước Hòa, xã Thành Triệu Châu Thành, Bến Tre con khỉ đực trên 10 năm tuổi của gia đình đang nuôi đã bị đứt dây xích sắt và đi lang thang quậy phá. Con khỉ này khá khôn lanh nhưng quá hung hãn, xông vào nhà lục tung nồi, cắn chó, vật chết gà và phá vườn cây ăn trái, khi tới nơi nắm dây xích sắt đang đeo lòng thòng trên cổ con khỉ để xích nó lại đã bị nó cắn nhiều vết vào cánh tay phải, nạn nhân khác cách đó chừng 50 m cũng bị con khỉ cắn Con khỉ đực dù được gia đình nuôi cả 10 năm nhưng sổng chuồng vẫn cắn chủ.

## Trong văn hóa

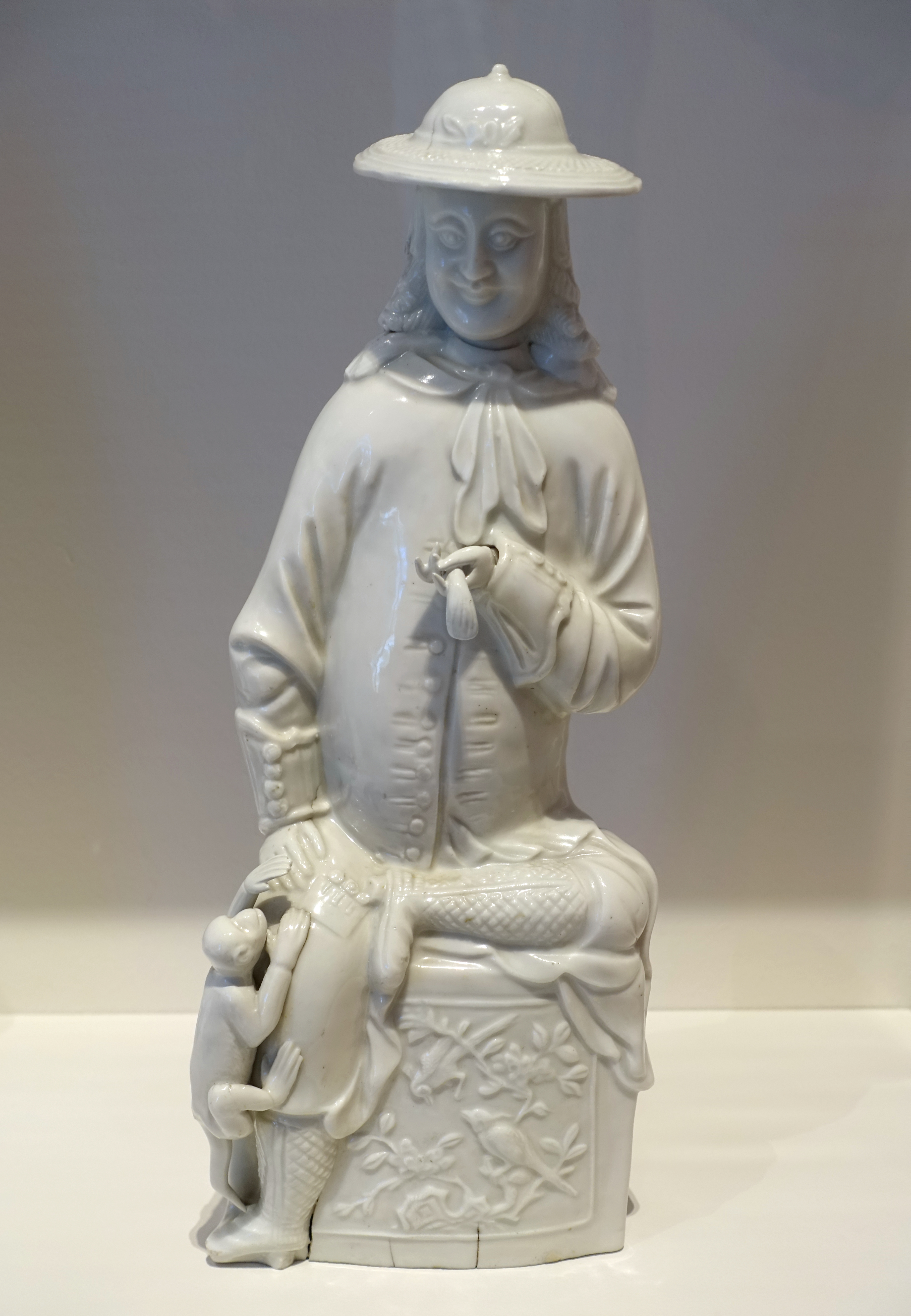
Tượng thương nhân Hà Lan và một con khỉ nuôi, thế kỷ 18, trièu Thanh

Việc nuôi khỉ đã đi vào văn hóa với thuật ngữ "Nuôi khỉ dòm nhà" ví việc nuôi dưỡng kẻ xấu, rắp tâm phản lại, làm hại mình mà không biết, nghĩa bóng thành ngữ "Nuôi khỉ giữ nhà" là trông chờ, nhờ cậy không đúng đối tượng, sai lầm trong dùng người, kết quả chỉ có hại. Nuôi khỉ dòm nhà (khỉ hay bắt chước, gây hại cho chủ). Nuôi dưỡng, giúp đỡ kẻ xấu, phản chủ, rắp tâm hại mình mà không biết. Điều này xuất phát từ việc nuôi khỉ giữ nhà" là việc làm rất trái khoáy. Tục ngữ Mường có câu: "Nuôi khỉ khỉ đốt nhà".